# Inārs Kivlenieks
Inārs Kivlenieks (Riga, 4 luglio 1986) è uno slittinista lettone.

## Biografia
Ha iniziato a gareggiare per la nazionale lettone nelle varie categorie giovanili in entrambe le specialità, senza però ad ottenere risultati di particolare rilievo.
A livello assoluto ha esordito in Coppa del Mondo nella stagione 2005/06, gareggiando nel doppio in coppia con Lauris Bērziņš, ma dal 2007/08 ha abbandonato la specialità biposto per dedicarsi esclusivamente al singolo. Ha conquistato il primo podio il 22 gennaio 2012 nella gara a squadre a Winterberg (3°). In classifica generale come miglior risultato si è piazzato al venticinquesimo posto nel doppio nel 2006/07 ed al quindicesimo nel singolo nel 2012/13 e nel 2014/15.
Ha partecipato a tre edizioni dei Giochi olimpici invernali, tutte le volte gareggiando nella specialità individuale: a Vancouver 2010 è giunto in diciottesima posizione, a Soči 2014 si è classificato al sedicesimo posto e a Pyeongchang 2018 ha concluso la prova in ventesima piazza.

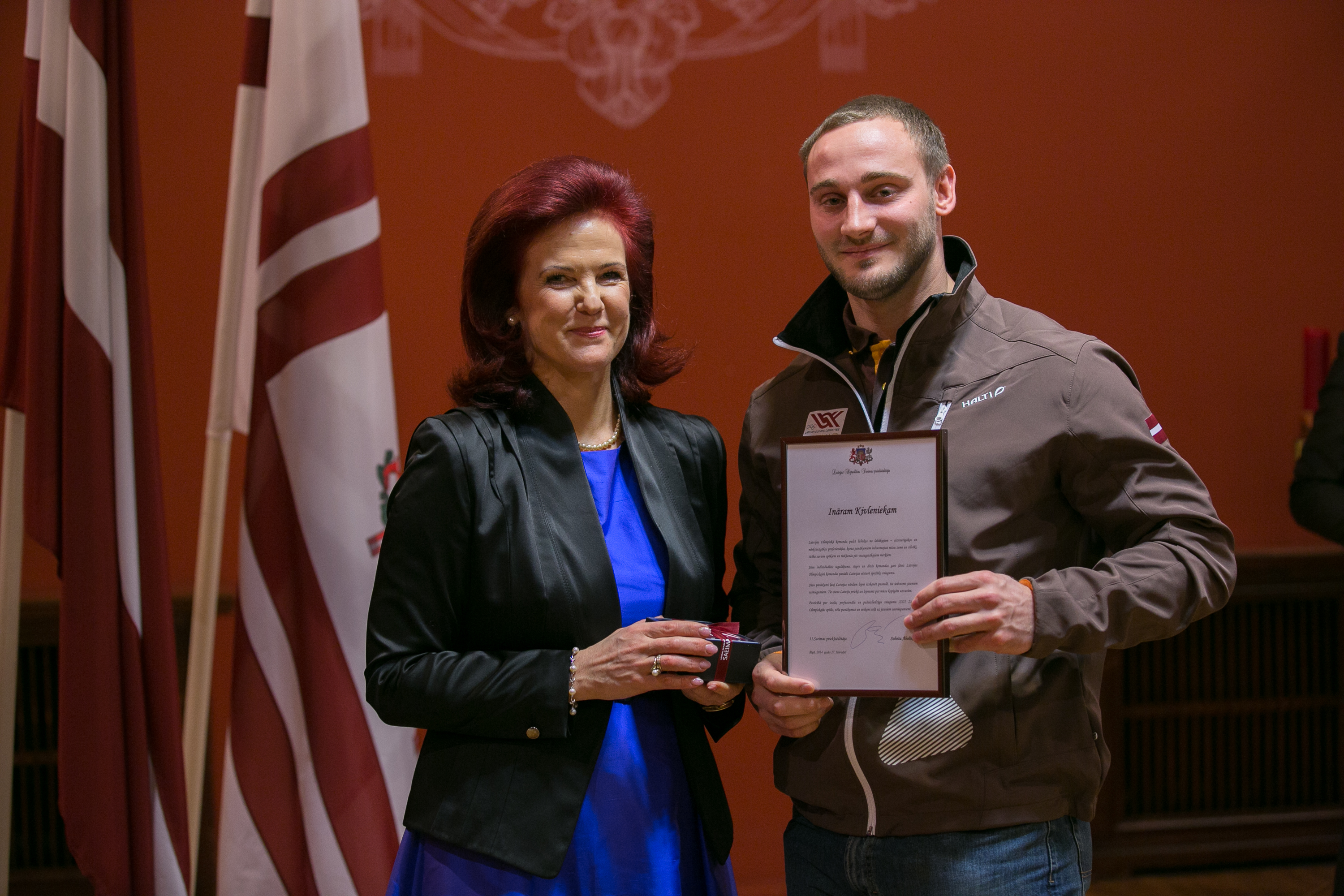
Kivlenieks con Solvita Āboltiņa, Presidente del Saeima, nel 2014

Ha preso parte altresì a sei edizioni dei campionati mondiali, aggiudicandosi una medaglia d'argento a Schönau am Königssee 2016 ed una di bronzo a Whistler 2013, entrambe conquistate nella prova a squadre; nella specialità del singolo vanta come miglior risultato il nono posto ottenuto nel 2013. 
Nelle rassegne continentali ha colto la medaglia di bronzo nella prova a squadre a Soči 2015, a Sigulda 2018 e a Oberhof 2019, mentre i suoi più importanti piazzamenti sono stati la quarta piazza nella gara individuale nella stessa edizione di Sigulda 2018 e la ventesima posizione nel doppio insieme a Lauris Bērziņš a Winterberg 2006.

## Palmarès

### Mondiali
- 2 medaglie:
  - 1 argento (gara a squadre a Schönau am Königssee 2016);
  - 1 bronzo (gara a squadre a Whistler 2013).

### Europei
- 3 medaglie:
  - 3 bronzi (gara a squadre a Soči 2015; gara a squadre a Sigulda 2018; gara a squadre a Oberhof 2019).

### Coppa del Mondo
- Miglior piazzamento in classifica generale nel singolo: 15º nel 2012/13 e nel 2014/15.
- Miglior piazzamento in classifica generale nel doppio: 25º nel 2006/07.
- 11 podi (2 nel singolo, 1 nel singolo sprint, 8 nelle gare a squadre):
  - 1 secondo posto (nelle gare a squadre);
  - 10 terzi posti (2 nel singolo, 1 nel singolo sprint, 7 nelle gare a squadre).